# Municipi de Sigulda
El municipi de Sigulda (en letó: Siguldas novads) és un dels 36 municipis de Letònia, que es troba localitzat al centre del país bàltic, i que té com a capital la localitat de Sigulda. El municipi va ser creat després d'una reorganització territorial del 2020.

## Ciutats i zones rurals
- Allažu pagasts (zona rural)
- Mores pagasts (zona rural)
- Sigulda (ciutat)
- Siguldas pagasts (zona rural)

## Població i territori
La seva població està composta per un total de 6.057 persones (2009). La superfície del municipi té uns 359,9 kilòmetres quadrats, i la densitat poblacional és de 48,84 habitants per kilòmetre quadrat.